# Liga Premier Nacional de Jamaica 2021
La Liga Premier Nacional 2021 fue la edición número 47 de la Liga Premier Nacional de Jamaica. Comenzó el 26 de junio de 2021, marcando el regreso del fútbol profesional en Jamaica después de la suspensión del mismo causado por la emergencia sanitaria causada por la pandemia de covid-19.
El Club Cavalier SC se proclamó campeón del torneo por segunda vez en su historia desde su último título en 1981, después de vencer a Waterhouse en la final con un marcador de 2-1.

## Formato de competición
Los 11 equipos participantes jugaran entre sí mediante el sistema todos contra todos, totalizando 10 partidos cada uno. Al término de las 11 jornadas donde descansara un equipo por cada una, los 2 primeros clasificados pasaran directamente a semifinales y los equipos ubicados del 3° al 6° clasifican a la Reclasificación.

## Equipos participantes
Al principio se tenía contemplado que los 12 equipos participantes de la temporada 2019-20 volvieran a para esta, pero no obstante, el UWI FC anunció su retiro de la temporada a consecuencia de la pandemia del Covid-19, así que se decidió jugar solamente con 11 equipos.
| Equipo             | Ciudad          | Estadio                          | Aforo  |
| ------------------ | --------------- | -------------------------------- | ------ |
| Arnett Gardens FC  | Kingston        | Anthony Spaulding Sports Complex | 2,200  |
| Cavalier SC        | Kingston        | Stadium East                     | 3,000  |
| Dunbeholden FC     | Spanish Town    | Prison Oval                      | 2,000  |
| Harbour View FC    | Kingston        | Harbour View Stadium             | 7,000  |
| Humble Lions FC    | May Pen         | Effortville Community Centre     | 3,000  |
| Molynes United FC  | Kingston        | Independence Park                | 35,000 |
| Mount Pleasant FC  | Saint Ann's Bay | Drax Hall Sports Complex         | 2,000  |
| Portmore United FC | Spanish Town    | Prison Oval                      | 2,000  |
| Tivoli Gardens FC  | Kingston        | Edward Seaga Sports Complex      | 5,000  |
| Vere United FC     | Hayes           | Wembley Centre of Excellence     | 1,000  |
| Waterhouse FC      | Kingston        | Drewsland Stadium                | 2,500  |

### Ascensos y descensos
| Pos. | Descendidos de Liga Premier Nacional 2018-19 |
| ---- | -------------------------------------------- |
| -    | No hubo.                                     |

| Pos. | Ascendidos de Ligas regionales |
| ---- | ------------------------------ |
| -    | No hubo.                       |

## Fase de clasificación

### Tabla de posiciones
| Pos. | Equipo          | Pts. | PJ | G | E | P | GF | GC | Dif. | Clasificación   |
| ---- | --------------- | ---- | -- | - | - | - | -- | -- | ---- | --------------- |
| 1    | Waterhouse      | 19   | 10 | 5 | 4 | 1 | 18 | 8  | +10  | Semifinales     |
| 2    | Cavalier        | 18   | 10 | 5 | 3 | 2 | 16 | 9  | +7   | Semifinales     |
| 3    | Mount Pleasant  | 18   | 10 | 5 | 3 | 2 | 13 | 10 | +3   | Reclasificación |
| 4    | Tivoli Gardens  | 17   | 10 | 4 | 5 | 1 | 14 | 11 | +3   | Reclasificación |
| 5    | Vere United     | 15   | 10 | 4 | 3 | 3 | 9  | 7  | +2   | Reclasificación |
| 6    | Harbour View    | 15   | 10 | 4 | 3 | 3 | 12 | 11 | +1   | Reclasificación |
| 7    | Dunbeholden     | 14   | 10 | 4 | 2 | 4 | 12 | 16 | −4   |                 |
| 8    | Portmore United | 13   | 10 | 4 | 1 | 5 | 11 | 9  | +2   |                 |
| 9    | Arnett Gardens  | 8    | 10 | 2 | 2 | 6 | 8  | 15 | −7   |                 |
| 10   | Molynes United  | 7    | 10 | 1 | 4 | 5 | 8  | 16 | −8   |                 |
| 11   | Humble Lions    | 6    | 10 | 2 | 0 | 8 | 10 | 19 | −9   |                 |

 Fuente: Soccerway

### Resultados
| Mount Pleasant  | 0 - 0          | Tivoli Gardens | 26 de junio    | 13:00          |
| Cavalier        | 2 - 0          | Humble Lions   | 26 de junio    | 15:30          |
| Portmore United | 2 - 0          | Dunbeholden    | 27 de junio    | 11:00          |
| Vere United     | 0 - 0          | Molynes United | 28 de junio    | 13:00          |
| Waterhouse      | 1 - 1          | Harbour View   | 28 de junio    | 15:30          |
| Descanso        | Arnett Gardens | Arnett Gardens | Arnett Gardens | Arnett Gardens |

| Humble Lions   | 0 - 1          | Mount Pleasant  | 3 de julio     | 13:00          |
| Dunbeholden    | 0 - 2          | Waterhouse      | 3 de julio     | 15:30          |
| Harbour View   | 1 - 1          | Cavalier        | 5 de julio     | 15:30          |
| Tivoli Gardens | 1 - 0          | Arnett Gardens  | 6 de julio     | 13:00          |
| Vere United    | 1 - 0          | Portmore United | 6 de julio     | 15:30          |
| Descanso       | Molynes United | Molynes United  | Molynes United | Molynes United |

| Portmore United | 1 - 0          | Molynes United | 10 de julio    | 13:00          |
| Mount Pleasant  | 0 - 2          | Harbour View   | 10 de julio    | 15:30          |
| Cavalier        | 0 - 1          | Dunbeholden    | 11 de julio    | 13:00          |
| Waterhouse      | 0 - 0          | Vere United    | 11 de julio    | 15:30          |
| Arnett Gardens  | 2 - 1          | Humble Lions   | 12 de julio    | 15:30          |
| Descanso        | Tivoli Gardens | Tivoli Gardens | Tivoli Gardens | Tivoli Gardens |

| Arnett Gardens | 0 - 3      | Cavalier        | 17 de julio | 13:00      |
| Harbour View   | 2 - 0      | Dumbeholden     | 17 de julio | 15:30      |
| Humble Lions   | 1 - 3      | Vere United     | 18 de julio | 08:30      |
| Molynes United | 2 - 2      | Mount Pleasant  | 18 de julio | 11:00      |
| Tivoli Gardens | 1 - 3      | Portmore United | 19 de julio | 13:00      |
| Descanso       | Waterhouse | Waterhouse      | Waterhouse  | Waterhouse |

| DunbeHolden     | 3 - 1    | Molynes United | 24 de julio | 15:30    |
| Mount Pleasant  | 1 - 0    | Arnett Gardens | 25 de julio | 08:30    |
| Portmore United | 3 - 0    | Humble Lions   | 25 de julio | 11:00    |
| Vere United     | 3 - 2    | Harbour View   | 26 de julio | 13:00    |
| Waterhouse      | 1 - 1    | Tivoli Gardens | 26 de julio | 15:30    |
| Descanso        | Cavalier | Cavalier       | Cavalier    | Cavalier |

| Humble Lions   | 2 - 1          | Waterhouse      | 31 de julio    | 13:00          |
| Harbour View   | 1 - 1          | Portmore United | 31 de julio    | 15:30          |
| Dumbeholden    | 2 - 1          | Vere United     | 1 de agosto    | 08:30          |
| Molynes United | 1 - 1          | Arnett Gardens  | 1 de agosto    | 11:00          |
| Tivoli Gardens | 1 - 1          | Cavalier        | 2 de agosto    | 13:00          |
| Descanso       | Mount Pleasant | Mount Pleasant  | Mount Pleasant | Mount Pleasant |

| Humble Lions    | 0 - 1       | Molynes United | 7 de agosto | 15:30       |
| Harbour View    | 1 - 3       | Tivoli Gardens | 8 de agosto | 08:30       |
| Portmore United | 0 - 1       | Mount Pleasant | 8 de agosto | 11:00       |
| Vere United     | 1 - 0       | Arnett Gardens | 9 de agosto | 12:00       |
| Waterhouse      | 2 - 2       | Cavalier       | 9 de agosto | 15:30       |
| Descanso        | Dunbeholden | Dunbeholden    | Dunbeholden | Dunbeholden |

| Arnett Gardens | 3 - 1       | Portmore United | 14 de agosto | 13:00       |
| Humble Lions   | 2 - 0       | Harbour View    | 14 de agosto | 15:30       |
| Molynes United | 1 - 3       | Cavalier        | 15 de agosto | 08:30       |
| Mount Pleasant | 0 - 2       | Waterhouse      | 15 de agosto | 11:00       |
| Tivoli Gardens | 1 - 1       | Dunbeholden     | 16 de agosto | 13:00       |
| Descanso       | Vere United | Vere United     | Vere United  | Vere United |

| Cavalier     | 2 - 3           | Mount Pleasant  | 21 de agosto    | 13:00           |
| Dunbeholden  | 2 - 1           | Humble Lions    | 21 de agosto    | 15:30           |
| Harbour View | 1 - 0           | Molynes United  | 22 de agosto    | 08:30           |
| Vere United  | 0 - 1           | Tivoli Gardens  | 22 de agosto    | 11:00           |
| Waterhouse   | 4 - 1           | Arnett Gardens  | 23 de agosto    | 15:30           |
| Descanso     | Portmore United | Portmore United | Portmore United | Portmore United |

| Arnett Gardens | 1 - 0        | Dunbeholden     | 28 de agosto | 13:00        |
| Cavalier       | 1 - 1        | Portmore United | 28 de agosto | 15:30        |
| Molynes United | 1 - 4        | Waterhouse      | 29 de agosto | 08:30        |
| Mount Pleasant | 0 - 0        | Vere United     | 29 de agosto | 11:00        |
| Tivoli Gardens | 4 - 3        | Humble Lions    | 30 de agosto | 13:00        |
| Descanso       | Harbour View | Harbour View    | Harbour View | Harbour View |

| Dunbeholden     | 2 - 5        | Mount Pleasant | 4 de septiembre | 13:00        |
| Harbour View    | 1 - 0        | Arnett Gardens | 4 de septiembre | 15:30        |
| Portmore United | 0 - 1        | Waterhouse     | 5 de septiembre | 11:00        |
| Tivoli Gardens  | 1 - 1        | Molynes United | 6 de septiembre | 13:00        |
| Vere United     | 0 - 1        | Cavalier       | 6 de septiembre | 15:30        |
| Descanso        | Humble Lions | Humble Lions   | Humble Lions    | Humble Lions |

## Fase Final
|  | Reclasificación | Reclasificación | Reclasificación | Reclasificación | Reclasificación |   |   | Semifinales | Semifinales            | Semifinales            | Semifinales            | Semifinales |   |                | Final      | Final          | Final |  |
|  |                 |                 |                 |                 |                 |   |   |             |                        |                        |                        |             |   |                |            |                |       |  |
|  |                 |                 |                 |                 |                 |   |   |             |                        |                        |                        |             |   |                |            |                |       |  |
|  |                 |                 |                 |                 |                 |   |   |             |                        |                        |                        |             |   |                |            |                |       |  |
|  |                 |                 |                 |                 |                 |   |   |             |                        |                        |                        |             |   |                |            |                |       |  |
|  |                 |                 |                 |                 |                 |   |   |             |                        |                        |                        |             |   |                |            |                |       |  |
|  |                 | 1               | Waterhouse      | 1               | 1               | 2 |   |             |                        |                        |                        |             |   |                |            |                |       |  |
|  |                 |                 |                 |                 |                 | 2 |   |             |                        |                        |                        |             |   |                |            |                |       |  |
|  |                 |                 | 3               | Mount Pleasant  | 0               | 1 | 1 |             |                        |                        |                        |             |   |                |            |                |       |  |
|  | 3               | Mount Pleasant  | 3               | Mount Pleasant  | 0               | 1 | 1 | 3           | 1                      | 4                      |                        |             |   |                |            |                |       |  |
|  | 3               | Mount Pleasant  |                 |                 |                 |   |   |             |                        | 4                      |                        |             |   |                |            |                |       |  |
|  | 6               | Harbour View    | 1               | 1               | 2               |   |   |             |                        |                        |                        |             |   |                |            |                |       |  |
|  | 6               | Harbour View    | 1               | 1               | 2               |   |   |             |                        |                        |                        |             |   | 1              | Waterhouse | 1              |       |  |
|  |                 |                 |                 |                 |                 |   |   |             |                        |                        |                        |             |   | 1              | Waterhouse | 1              |       |  |
|  |                 |                 | 2               | Cavalier        | 2               |   |   |             |                        |                        |                        |             |   |                |            |                |       |  |
|  |                 |                 | 2               | Cavalier        | 2               |   |   |             |                        |                        |                        |             |   |                |            |                |       |  |
|  |                 |                 |                 |                 |                 |   |   |             |                        |                        |                        |             |   |                |            |                |       |  |
|  |                 |                 |                 |                 |                 |   |   |             |                        |                        |                        |             |   |                |            |                |       |  |
|  |                 | 2               | Cavalier        | 1               | 0               | 1 |   |             | Tercer y cuarto puesto | Tercer y cuarto puesto | Tercer y cuarto puesto |             |   |                |            |                |       |  |
|  |                 |                 |                 |                 |                 | 1 |   |             | Tercer y cuarto puesto | Tercer y cuarto puesto | Tercer y cuarto puesto |             |   |                |            |                |       |  |
|  |                 |                 | 4               | Tivoli Gardens  | 0               | 0 | 0 |             |                        |                        |                        |             |   |                |            |                |       |  |
|  | 4               | Tivoli Gardens  | 4               | Tivoli Gardens  | 0               | 0 | 0 | 0           | 4                      | 4                      |                        |             | 3 | Mount Pleasant | 1          |                |       |  |
|  | 4               | Tivoli Gardens  |                 |                 |                 |   |   |             |                        | 4                      |                        |             | 3 | Mount Pleasant | 1          |                |       |  |
|  | 5               | Vere United     | 0               | 0               | 0               |   |   |             |                        |                        |                        |             |   |                | 4          | Tivoli Gardens | 2     |  |
|  | 5               | Vere United     | 0               | 0               | 0               |   |   |             |                        |                        |                        |             |   |                | 4          | Tivoli Gardens | 2     |  |
|  |                 |                 |                 |                 |                 |   |   |             |                        |                        |                        |             |   |                |            |                |       |  |

### Reclasificación
| 18 de septiembre de 2021 | Harbour View | 1 - 3 | Mount Pleasant | Harbour View Stadium, Kingston |  |

| 22 de septiembre de 2021 | Mount Pleasant | 1 - 1 | Harbour View | Drax Hall Sports Complex, Saint Ann's Bay |  |

| 18 de septiembre de 2021 | Vere United | 0 - 0 | Tivoli Gardens | Wembley Centre of Excellence, Hayes |  |

| 22 de septiembre de 2021 | Tivoli Gardens | 4 - 0 | Vere United | Edward Seaga Sports Complex, Kingston |  |

### Semifinales
| 25 de septiembre de 2021 | Tivoli Gardens | 0 - 1 | Cavalier | Edward Seaga Sports Complex, Kingston |  |

| 29 de septiembre de 2021 | Cavalier | 0 - 0 | Tivoli Gardens | Stadium East, Kingston |  |

| 25 de septiembre de 2021 | Mount Pleasant | 0 - 1 | Waterhouse | Drax Hall Sports Complex, Saint Ann's Bay |  |

| 29 de septiembre de 2021 | Waterhouse | 1 - 1 | Mount Pleasant | Drewsland Stadium, Kingston |  |

### Tercer lugar
| 2 de octubre de 2021 | Mount Pleasant | 1 - 2 | Tivoli Gardens | Independence Park, Kingston |  |

### Final
| 2 de octubre de 2021 | Waterhouse | 1 - 2 | Cavalier | Independence Park, Kingston |  |

| Campeón 2021 |
| ------------ |
|              |
| Cavalier     |
| 2.° título   |

- Datos: Q108113472